# Carl M. Cohr (virksomhed)
 For alternative betydninger, se Carl M. Cohr. (Se også artikler, som begynder med Carl M. Cohr)
Carl M. Cohr's Sølvvarefabriker A/S var en dansk sølvvarefabrik i Danmarksgade 9 i Fredericia.
Ditlev Madsen Cohr (født 1829 i Fredericia, død 1882) begyndte d. 25. april 1860 som guldsmed i Fredericia. I 1887 overtog sønnen, Carl M. Cohr (1862-1925), forretningen, udvidede efterhånden værkstedet med maskiner, lavede korpusarbejder fra 1892 og lagde derved grunden til den kunstindustrielle virksomhed, som i 1906 omdannedes til et aktieselskab med Carl M. Cohr som administrerende direktør og hovedaktionær og fabrikant Ditlev von Voss som formand for bestyrelsen. Samme år overtoges afdøde fabrikant Flerons sølvsmedie i København. I 1940 flyttedes denne til Fredericia, medens kontor og lager for København bibeholdtes i firmaets ejendom i Løvstræde 6. Cohr knyttede forskellige kendte designere til fabrikken, bl.a. Knud V. Engelhardt. H.P. Jacobsen, der blev ansat i 1926, havde i 40 år den kunstneriske ledelse. Sølvsmeden Hans Bunde prægede Cohrs produktion afgørende i 1950'erne.
Virksomheden beskæftigede i 1950 ca. 350 personer. Indtil 1922 udførtes firmaets varer (spisebestik, fade, skåle, kander, stager osv.) kun i ægte sølv. Dette år indledtes fremstillingen af forsølvede varer under navnet ATLA sølvplet.
I 1931 optoges endvidere fremstillingen af rustfri stålvarer, som blev anvendt i mange danske hjem og kantiner. Fra 1925 havde firmaet en ret betydelig eksport, især til det øvrige Skandinavien. Samtidig opnåede firmaet anerkendelse på verdensudstillingerne i Bruxelles 1935 og Paris 1937.
Bestyrelsen bestod i 1950 af konsul Einar Cohr (f. 1901), der er formand, konsulinde, fru Ellinor
Cohr (f. 1901) og konsul Harald Lützen (f. 1884).
Carl M. Cohr blev i 1925 efterfulgt som direktør af Harald Lützen (adm.), Osvald Møller (tekn.) og Einar Cohr (merkantil). Einar Cohr overtog ledelsen i 1959. Han tegnede selv, bl.a. bestik og kirkesølv. Einar Cohr døde i 1970 og virksomheden blev solgt til grev Jens Krag-Juel-Vind-Frijs. 
Dernæst blev Horsens Sølvvarefabrik og Dansk Kronesølv i Slagelse overtaget af Cohr. En ny fabriksbygning blev opført og indviet i 1985. Men allerede i september samme år gik virksomheden i betalingsstandsning, men blev søgt videreført af Keld Poulsen. Fabrikken måtte imidlertid lukke den 20. august 1987.